# 尼泊尔青年共产主义联盟

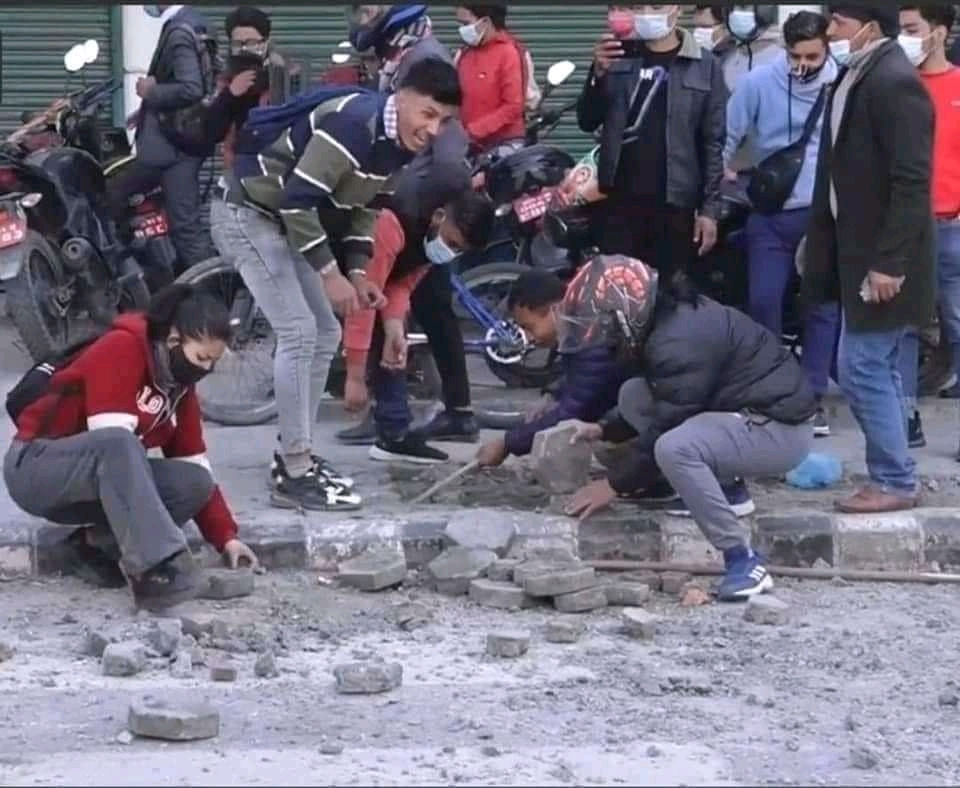
尼泊尔青年共产主义联盟领导人破坏人行道，用建筑材料来攻击警察。

尼泊尔青年共产主义联盟是尼泊尔的一个共产主义青年组织，为尼泊尔共产党（毛主义中心）的青年翼。
1981年，普拉昌达建立全尼泊尔青年组织；1991年，改名为青年共产主义联盟。尼泊尔共产党（毛主义）（现称尼泊尔共产党（毛主义中心））被尼泊尔王国政府禁止活动后，该组织也被迫转入地下。2006年4月尼泊尔发生“人民运动”后，尼泊尔共产党（毛主义）于2006年12月2日重建尼泊尔青年共产主义联盟。根据尼泊尔青年共产主义联盟的前主席加内什曼·潘的说法，尼泊尔青年共产主义联盟是“党内军事与政治性质的融合，由对政治感兴趣的人民解放军成员组成”，作为党的青年翼，其角色是“组织青年，参与活动，进行政治意识宣传，并作为志愿者参与发展工作。”该组织的总部位于加德满都。目前，该组织的主席是苏博德拉杰·塞尔帕利，总书记是加内什·沙希。